# Pluvier de Mongolie
Anarhynchus mongolus
Espèce
Synonymes
Charadrius mongolus
Statut de conservation UICN

 EN A2bce+4bce : En danger
Le Pluvier de Mongolie (Anarhynchus mongolus, anciennement Charadrius mongolus) ou Gravelot mongol, est une espèce d'oiseaux de la famille des Charadriidae.

## Description
Le Pluvier de Mongolie mesure 19 à 21 cm de longueur. Il s'agit d'un limicole plutôt petit mais il existe de grandes variations de taille entre les sous-espèces.
Le mâle en plumage nuptial porte un masque noir variable qui s'étend des parotiques aux lores, et même jusqu'au front chez certaines sous-espèces.

## Répartition
Cette espèce se reproduit en Asie septentrionale et hiverne jusqu'en Océanie.

## Systématique

### Espèces sœurs
- Pluvier du Tibet (Anarhynchus atrifrons) (Wagler, 1829) ;
- Pluvier de Mongolie (Anarhynchus mongolus) (Pallas, 1776) ;
- Pluvier de Leschenault (Anarhynchus leschenaultii) (Lesson, RP, 1826).

### Sous-espèces
D'après la classification de référence (version 14.1, 2024) de l'Union internationale des ornithologues, le Pluvier de Mongolie possède 2 sous-espèces (ordre philogénique) :
- Anarhynchus mongolus mongolus (Pallas, 1776) ;
- Anarhynchus mongolus stegmanni (Portenko, 1939).

## Comportement
Cette espèce constitue régulièrement de grands groupes plurispécifiques en reposoir avec d'autres limicoles, en particulier avec le Gravelot de Leschenault. Elle se nourrit comme les autres gravelots en alternant courses, brusques arrêts et captures de proies.

## Galerie

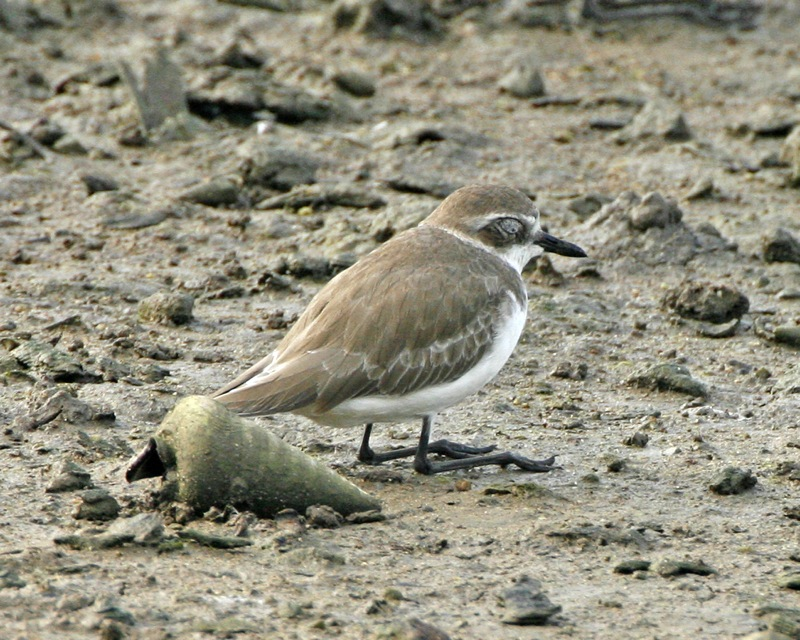
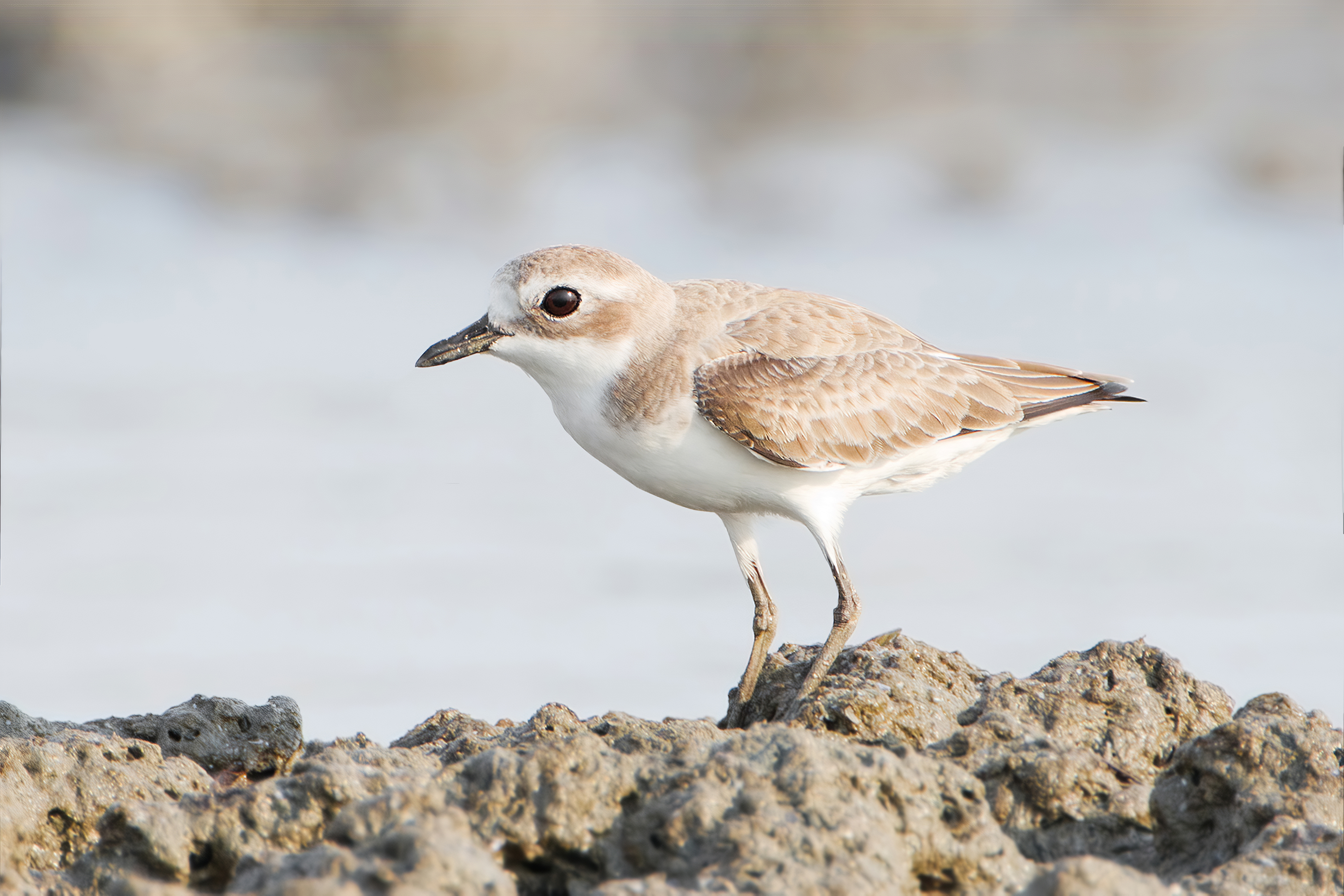
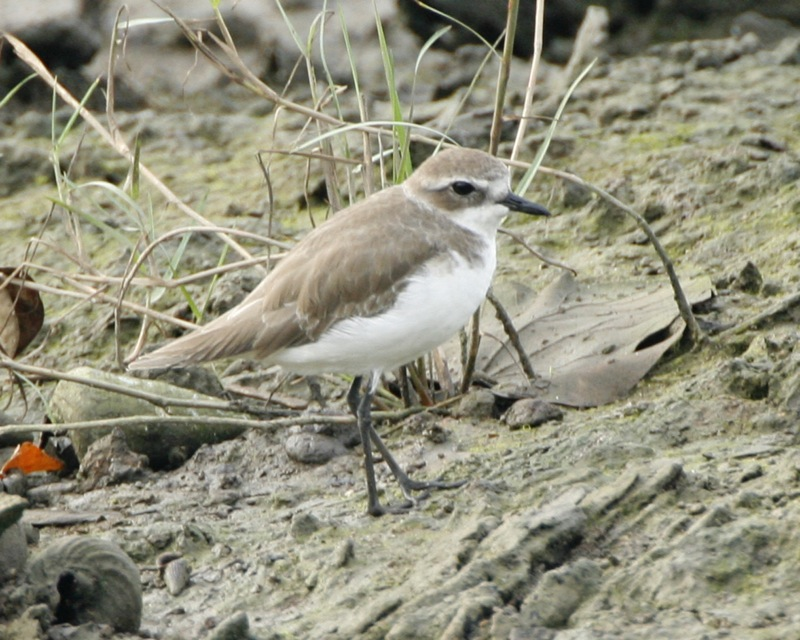
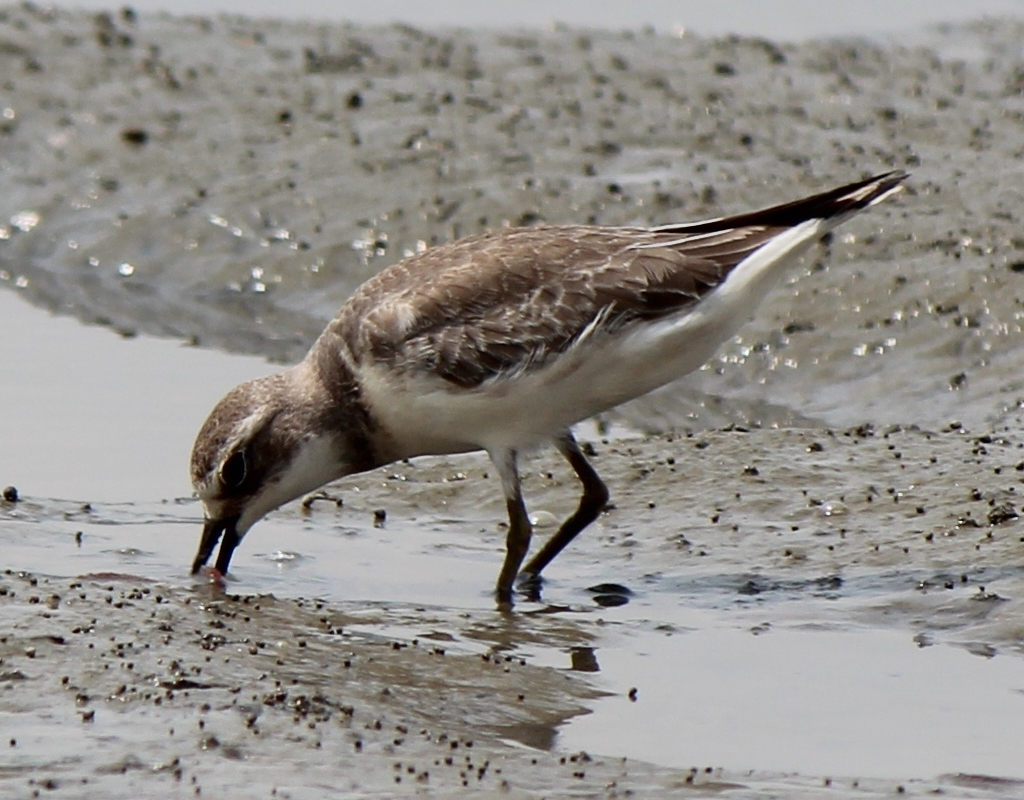
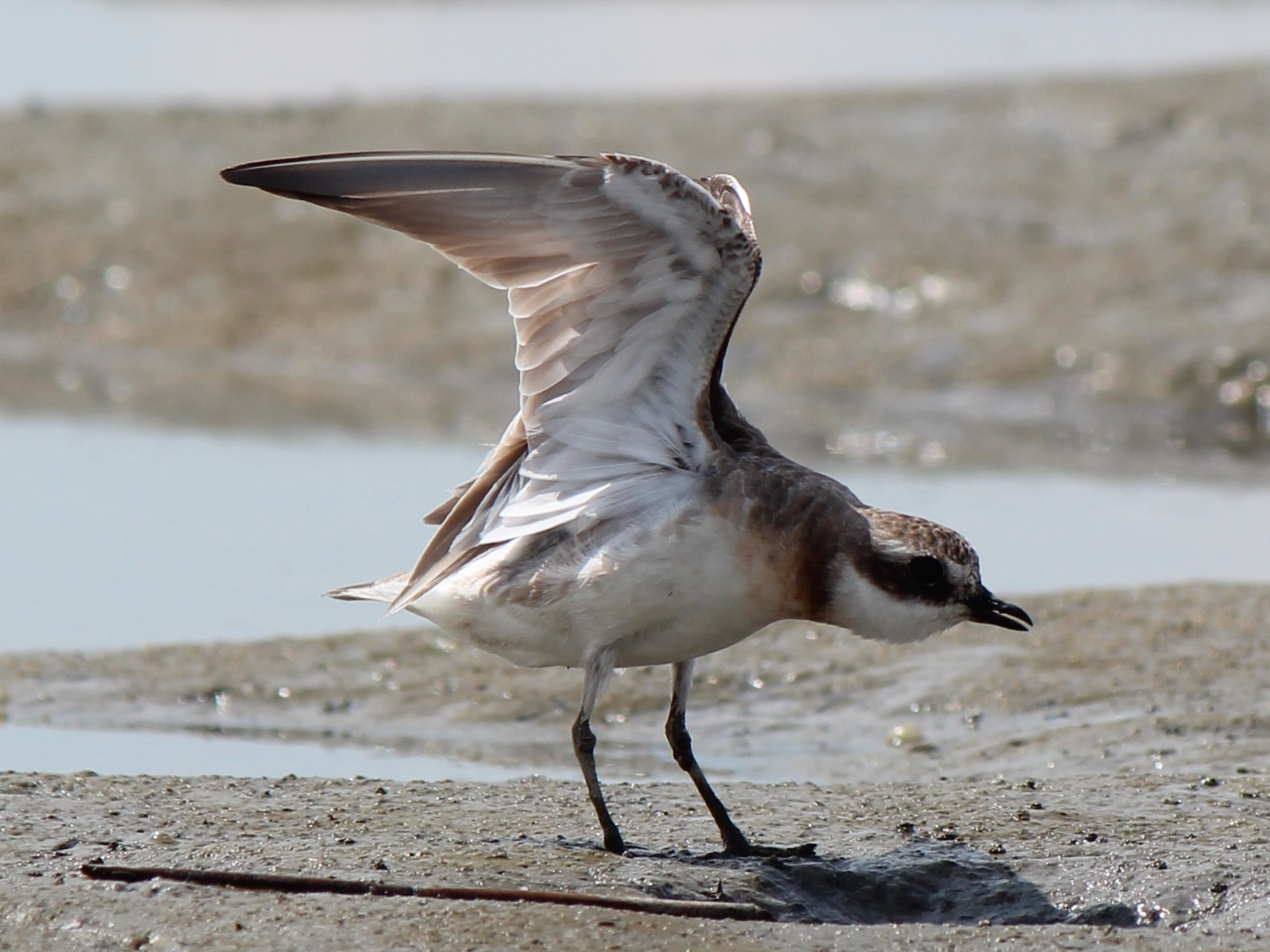
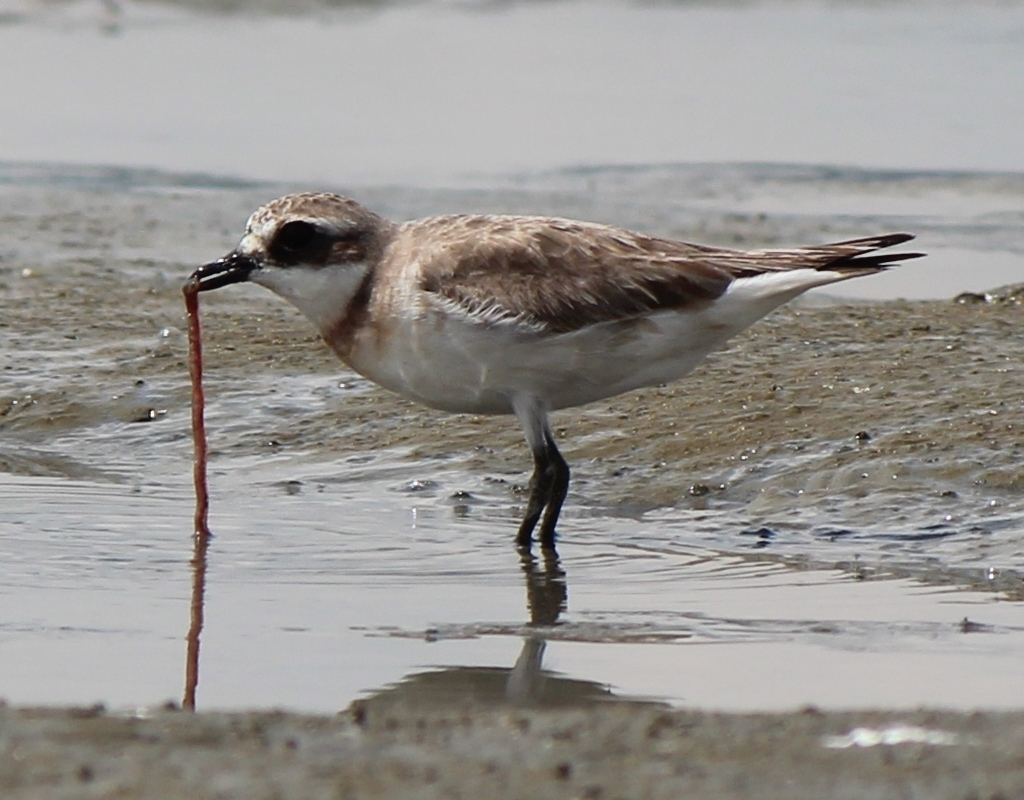

### Articles Connexes
- Pluvier du Tibet
- Pluvier de Leschenault
- Anarhynchus
- Charadrius
- Charadriidae
- Charadriiformes